# Mount Pleasant (Nowy Jork)
Mount Pleasant – miasto w Stanach Zjednoczonych, w stanie Nowy Jork, w hrabstwie Westchester.